# 합강동
합강동(合江洞)은 세종특별자치시에 설치된 법정동이다. 행정동 반곡동이 관할하며, 행정중심복합도시 5-1 생활권에 해당한다. 마을명은 꽃나루마을이다.
합강동에는 합호서원이 있다. 

## 연혁
- 2020년 7월 15일: 합강동 신설[1] (행정동: 소담동)[2]

## 같이 보기
- 세종특별자치시
- 반곡동